# Baron Crawshaw
Baron Crawshaw, of Crawshaw in the County of Lancaster and of Whatton in the County of Leicester, ist ein erblicher britischer Adelstitel in der Peerage of the United Kingdom.
Familiensitz der Barone ist Whatton House in Long Whatton bei Loughborough in Leicestershire.

## Verleihung
Der Titel wurde am 25. August 1892 für Sir Thomas Brooks, 1. Baronet geschaffen. Ihm war bereits am 9. Februar 1891 in der Baronetage of the United Kingdom der fortan nachgeordnete Titel Baronet, of Crawshaw Hallin the County of Lancaster and of and Whatton House in the County of Leicester, verliehen worden.
Heutiger Titelinhaber ist seit 1997 sein Urenkel David Brooks als 5. Baron.

## Liste der Barone Crawshaw (1892)
- Thomas Brooks, 1. Baron Crawshaw (1825–1908)
- William Brooks, 2. Baron Crawshaw (1853–1929)
- Gerald Brooks, 3. Baron Crawshaw (1884–1946)
- William Brooks, 4. Baron Crawshaw (1933–1997)
- David Brooks, 5. Baron Crawshaw (* 1934)

Voraussichtlicher Titelerbe (Heir Presumptive) ist der Neffe des aktuellen Titelinhabers, Edward Brooks (* 1969).